# La Houle
La Houle – en anglais Ground Swell – est un tableau réalisé par le peintre américain Edward Hopper en 1939. De format horizontal, cette huile sur toile est une marine qui représente un voilier naviguant sous un ciel bleu mais dont les quatre jeunes occupants fixent une bouée ballottée par la houle. Achetée en 1943 par la Corcoran Gallery of Art, l'œuvre est conservée depuis 2014 à la National Gallery of Art, à Washington.